# Малюрні
Малюрні (Malurinae) — підродина горобцеподібних птахів родини малюрових (Maluridae). Група поширена в Австралії та Новій Гвінеї. Це дрібні комахоїдні птахи. Населяють різноманітні біотопи: від тропічних лісів до пустель.

## Класифікація
Підродина містить 18 видів у 5 родах:
- Довгодзьобий малюр (Sipodotus) Lesson, 1831
  - Малюр довгодзьобий (Sipodotus wallacii)
- Chenorhamphus Oustalet, 1878
  - Малюр широкодзьобий (Chenorhamphus grayi)
  - Chenorhamphus campbelli
- Малюр (Malurus) Vieillot, 1816
  - Малюр синій (Malurus cyanocephalus)
  - Малюр синьоголовий (Malurus amabilis)
  - Малюр різнобарвний (Malurus lamberti)
  - Малюр індиговий (Malurus pulcherrimus)
  - Малюр червоноплечий (Malurus elegans)
  - Малюр сапфіровий (Malurus cyaneus)
  - Малюр лазуровий (Malurus splendens)
  - Малюр фіолетовоголовий (Malurus coronatus)
  - Малюр білоплечий (Malurus alboscapulatus)
  - Малюр червоноспинний (Malurus melanocephalus)
  - Малюр білокрилий (Malurus leucopterus)
- Рудий малюр (Clytomyias) Sharpe, 1879
  - Малюр рудий (Clytomyias insignis)
- Малюр-м'якохвіст (Stipiturus) Mathews, 1928
  - Малюр-м'якохвіст рудолобий (Stipiturus malachurus)
  - Малюр-м'якохвіст блідий (Stipiturus mallee)
  - Малюр-м'якохвіст рудоголовий (Stipiturus ruficeps)